# 汉诺威的恩斯特·奥古斯特 (1983年)
恩斯特·奥古斯特·安德烈阿斯·菲利普·康斯坦丁·马克西米利安罗尔夫·斯特凡·路德维希·鲁道夫（1983年7月19日—），汉诺威家族成员。

## 生平
恩斯特·奧古斯特是恩斯特·奧古斯特五世与尚塔尔·霍奇里的长子。1983年生于希尔德斯海姆。他是英王喬治三世的男系后代。汉诺威末代国王格奧爾格五世的来孙。不伦瑞克公爵恩斯特·奧古斯特的曾孙。他是汉诺威王国和不伦瑞克公国的继承人。
恩斯特·奧古斯特王子的教父母分别是莱宁根亲王安德烈阿斯，绍姆堡-利珀王子菲利普-恩斯特，西班牙國王費利佩六世，希腊国王康斯坦丁二世，巴登亲王马克西米利安·安德烈阿斯亲王，鲁尔夫·萨奇斯，斯特凡·冯·瓦茨多夫，汉诺威的路德维希·鲁道夫王子，汉诺威的韦尔夫·亨利王子。
恩斯特·奥古斯特王子在马尔文学院学习。他曾住在纽约和伦敦，现在在银行业务工作。